# 今事記
『今事記』（こんじき）は、相川七瀬11枚目のアルバム。2013年2月6日発売。規格品番はAVCD-32214。

## 解説
『REBORN』以来4年ぶりのアルバム。本作は、往年のロックなイメージから一変、東日本大震災以降、相川が“今思うこと”と向き合い言葉を紡ぎたいという原点に立ち戻った情緒的作品。元々ガールズバンドのプロジェクト・Rockstar Steady2枚目のアルバムを作る予定だったが前述のような気持ちの変化の中で出来た全編ひらがなで綴られた「ことのは」「1人ひとりが誰かの光る存在」というメッセージを持つ「ヒカリノミ」など1枚にまとめてみようということになり相川のアルバムとして制作。「古事記」を捩ったタイトルは「今、自分のこころにある事を記して行きたい」思いから命名した。アルバム大半の作曲と編曲は亀井登志夫による。

## 収録曲
| 全作詞: 相川七瀬。 |                      |           |            |                            |      |
| #                  | タイトル             | 作詞      | 作曲       | 編曲                       | 時間 |
| 1.                 | 「ヒカリノミ」       | 相川七瀬  | 亀井登志夫 | 亀井登志夫、鈴木Daichi秀行 | 4:26 |
| 2.                 | 「カレイドスコープ」 | 相川七瀬  | 池田綾子   | 亀井登志夫、弓木英梨乃     | 5:22 |
| 3.                 | 「Butterfly」        | 相川七瀬  | 亀井登志夫 | 亀井登志夫、鈴木Daichi秀行 | 4:49 |
| 4.                 | 「オトヒメ」         | 相川七瀬  | 亀井登志夫 | 亀井登志夫、鈴木Daichi秀行 | 4:57 |
| 5.                 | 「花のように」       | 相川七瀬  | 亀井登志夫 | 亀井登志夫、鈴木Daichi秀行 | 4:23 |
| 6.                 | 「誰かのためになら」 | 相川七瀬  | 亀井登志夫 | 亀井登志夫、弓木英梨乃     | 4:27 |
| 7.                 | 「A Message」        | 相川七瀬  | 渡辺篤弘   | 亀井登志夫、渡辺篤弘       | 4:54 |
| 8.                 | 「ことのは」         | 相川七瀬  | 池田綾子   | 上杉洋史                   | 4:06 |
| 9.                 | 「Hello」            | 相川七瀬  | 亀井登志夫 | 亀井登志夫、鈴木Daichi秀行 | 3:52 |
| 10.                | 「あっというま」     | 相川七瀬  | 亀井登志夫 | 亀井登志夫、祐天寺浩美     | 2:36 |
| 合計時間:          | 合計時間:            | 合計時間: | 合計時間:  | 43:52                      |      |